# Which Brings Me To You
Which Brings Me to You es una película de comedia romántica de 2024 dirigida por Peter Hutchings. Es una adaptación de Keith Bunin de la novela homónima de Steve Almond y Julianna Baggott. Está protagonizada por Lucy Hale y Nat Wolff en los papeles principales. Se estrenó en cines el 19 de enero de 2024.

## Sinopsis
Dos desconocidos, un fotógrafo (Wolff) y un periodista (Hale), se conocen en la boda de un amigo en común y se cuentan sus encuentros sexuales más vergonzosos, sus primeros amores perdidos y sus desamores anteriores.

## Reparto
- Lucy Hale como Jane
- Nat Wolff como Will
- John Gallagher Jr. como Wallace
- Britne Oldford como Audrey
- Genevieve Angelson como Eva
- Alexander Hodge como Elton
- Chase Liefeld

## Producción

### Desarrollo
En mayo de 2022, el director Peter Hutchings y BCDF Pictures anunciaron una adaptación de la novela de Steve Almond y Julianna Baggott Which Brings Me to You de Keith Bunin. La película está producida por Claude Dal Farra y Brian Keady, y fue producida ejecutivamente por Lucy Hale y Nat Wolff junto con Sara Castillo y Ayo Kepher-Maat de Decal Releasing. Decal Releasing aseguró los derechos de distribución en diciembre de 2023.
En septiembre de 2022, Nat Wolff se unió a Lucy Hale en el elenco. Ese mes John Gallagher Jr., Britne Oldford, Genevieve Angelson, Alexander Hodge y Chase Liefeld se unieron al elenco. El rodaje tuvo lugar en Nueva Jersey en septiembre de 2023.

## Estreno
La película se estrenó en cines de Estados Unidos el 19 de enero de 2024.